# Carlo Giacinto Sanguineti
Carlo Giacinto od Svaté Marie (světským jménem: Marino Sanguineti; 5. září 1658, Janov – 23. dubna 1721, tamtéž) byl italský římskokatolický duchovní, bosý augustinián a teolog.

## Život
Narodil se 5. září 1658 v Janově jako syn Girolama a Angely Sanguineti. Téhož dne byl pokřtěn v kostele svatého Salvatora.
Navštěvoval katechismus u Jezuitů a roku 1672 přijal první svaté přijímání. Od tohoto dne cítil povolání ke kněžství a řeholnímu životu. Rozhodnutí urychlilo úmrtí otce v roce 1673 a poté o několik měsíců později průvod procesí, kde jej zaujalo pokorné chování bosých augustiniánů.
Dne 15. srpna 1674 zahájil noviciát v málem klášteře, kde získal řeholní jméno Carlo Giacinto od Svaté Marie. Dne 18. srpna 1675 složil své řeholní sliby. Absolvoval teologická a filosofická studia pod vedením předního teologa Antera Miconeho. Po vysvěcení na kněze žil v klášteře San Nicola. Byl popisován jako mírný a zapálený kněz, velký učenec a spisovatele biblické, augustiniánské a mariánské teologie.
Neúnavně se věnoval kázání v kostelech Ligurie a charitativní práci.
Ústřední události v jeho životě byla stavba svatyně Madonnetta v Janově. Vedle svatyně byl postaven také klášter.
Zemřel 23. dubna 1721 v Janově.

## Proces svatořečení
Proces svatořečení byl zahajován 27. července 1757 v janovské arcidiecézi. Dne 19. prosince 1937 uznal papež Pius XI. jeho hrdinské ctnosti.